# La pecora nera (film 1968)
La pecora nera è un film commedia italiano del 1968 diretto da Luciano Salce.

## Trama
Mario e Filippo Agasti sono due fratelli gemelli, l'uno irreprensibile onorevole deciso a riportare la moralità nella vita politica italiana, nella sua qualità di presidente della Commissione di indagine sulla corruzione; l'altro imbroglione cinico e arrivista, il quale con i suoi scaltri traffici sarà sempre più apprezzato nell'ambiente del fratello, e finirà col prendere il posto di questi, rinchiuso in una clinica psichiatrica per evitare che possa denunciare tutti gli imbrogli di cui è a conoscenza.

## Colonna sonora
- If You're Looking for a Man, di Nhora - Enriquez
- La pecora nera, di Bardotti - Pilantra - Enriquez, cantata da Rocky Roberts